# Queen Valley
Queen Valley és una concentració de població designada pel cens del Comtat de Pinal a l'estat d'Arizona (Estats Units d'Amèrica): 

## Demografia
Segons el cens del 2000, Queen Valley tenia 820 habitants, 417 habitatges, i 296 famílies La densitat de població era de 32,9 habitants/km².
Dels 417 habitatges en un 5,5% hi vivien nens de menys de 18 anys, en un 67,1% hi vivien parelles casades, en un 2,6% dones solteres, i en un 29% no eren unitats familiars. En el 24,7% dels habitatges hi vivien persones soles el 15,3% de les quals corresponia a persones de 65 anys o més que vivien soles. El nombre mitjà de persones vivint en cada habitatge era d'1,97 i el nombre mitjà de persones que vivien en cada família era de 2,26.
Per edats la població es repartia de la següent manera: un 7,4% tenia menys de 18 anys, un 1,5% entre 18 i 24, un 10,4% entre 25 i 44, un 31,3% de 45 a 60 i un 49,4% 65 anys o més.
L'edat mediana era de 65 anys. Per cada 100 dones de 18 o més anys hi havia 100,8 homes.
La renda mediana per habitatge era de 43.188 $ i la renda mediana per família de 44.213 $. Els homes tenien una renda mediana de 42.344 $ mentre que les dones 20.764 $. La renda per capita de la població era de 28.886 $. Cap de les famílies i el 5,9% de la població estaven per davall del llindar de pobresa.

## Poblacions properes
El següent diagrama mostra les poblacions més properes.